# Gymnopilus pratensis
Gymnopilus pratensis là một loài nấm thuộc họ Cortinariaceae.